# Драмска архиепархия (Римокатолическа църква)
 Тази статия е за католическата епархия.  За православната вижте Драмска епархия.  
Драмската епархия (на латински: Dioecesis Drabischensis) е бивша титулярна епископия на Римокатолическата църква с номинално седалище в македонския град Драма, Гърция.
Титулярни епископи
| Име                | Име                 | Управление                   | Забележка                                              | Години                                |
| ------------------ | ------------------- | ---------------------------- | ------------------------------------------------------ | ------------------------------------- |
| Мелетий Стараверос | Emmanuele Staravero | 21 ноември 1861 – 1872       |                                                        | 15 септември 1819 – 1872              |
| Гулелмо Пяни       | Guglielmo Piani     | 17 март 1922 – 21 април 1934 | апостолически делегат на Филипините, в т.е. на Никозия | 16 септември 1875 – 27 септември 1956 |